# الضيف الحجري (مسرحية)

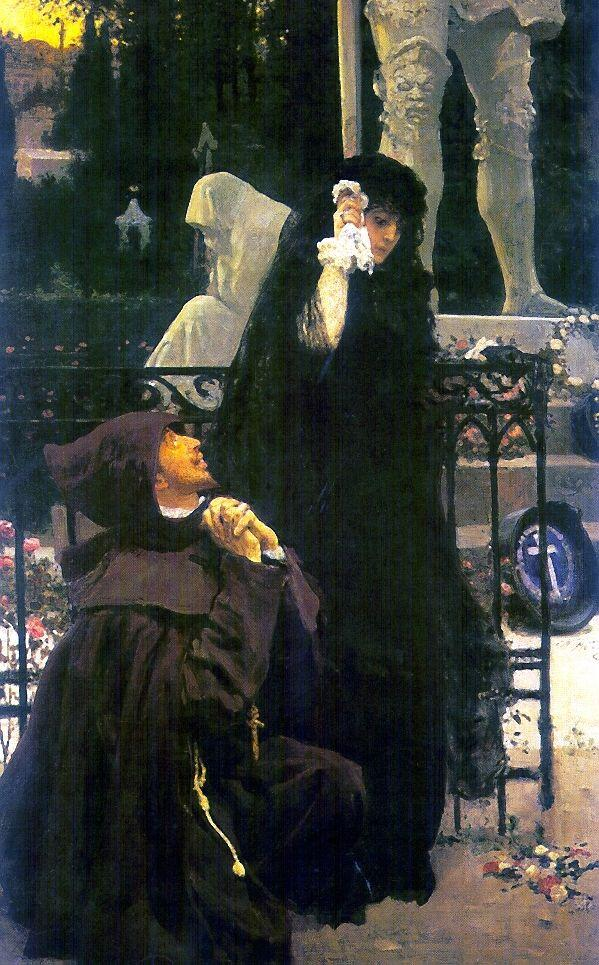
دون جوان ودونا آنّا في الضيف الحجري بواسطة ايليا ريبين

الضيف الحجري (بالروسية: Каменный гость)‏ مسرحية شعرية درامية  كتبها الكسندر بوشكين مرتكزا على الشخصية الإسبانية الأسطورية  دون جوان. 

## تاريخ المسرحية
كتب بوشكين مسرحية الضيف الحجري المكونة من فصل واحد بأربعة مشاهد  في عام 1830 كجزء من مجموعة من أربع مسرحيات قصيرة عرفت بمجموعة التراجيديات الصغيرة. 
تتصف شخصية دون جوان الأسطورية بالعلاقات النسائية والإيقاع بالكثير من النساء، ولكنه غير صادق العاطفة بل ماجن عربيد يعرف كيف يوقع النساء في حبائله ويجد متعة كبيرة في الإيقاع بنساء بريئات في شراكه ولا يصده دين أو ضمير عن غزواته الفاجرة مع كثير من النساء في مدريد بإسبانيا.
ورغم أن غالب المسرحيات التي تناولت شخيصة دون جوان كانت تميل للهزلية والكوميديا، إلا أن ألكسندر بوشكين كتبها هنا بشكل تراجيدي ورومانسي مع محافظته على روح الشخصية الأسطورية.
كتب بوشكين المسرحية بعد مشاهدته لعرض النسخة الروسية من  أوبرا دون جيوفاني لموتسارت، اقتبس عناصر صغيرة من أوبرا دابونتي، لكنه كتب نصه المسرحي الخاص به الأصلي والمأساوي.

## ملخص المسرحية
عاد دون جوان  من منفاه بشكل سري وغير قانوني إلى مدريد، وكان قد نفي بعد قتله للقائد دي سيلفا في مبارزة معه، وفي دير بضواحي مدريد كان دوان جوان مختبئا فيه، يشاهد أرملة القائد دي سيلفا التي تداوم على زيارة قبر زوجها في ذلك الدير يوميا، فيعجب بها، يدخل دون جوان مدريد لملاقاة عشيقته المغنية لورا ويصادف عندها الدون كارلوس شقيق القائد المقتول فيتبارزان ويقتل دون جوان الدون كارلوس في منزل لورا، يعود دون جوان إلى الدير متخفيا بزي ناسك وتتحدث معه الدونا أنا بصفته راهب، يحاول الدون جوان إغواء الدونا أنا وينجح في إقناعها بدعوته لمنزلها، في غمرة زهوه وفرحته بحصوله على الموعد، يتجه نحو تمثال زوجها ويدعوه للمجيء معه لمنزل أرملته وحراستهما، يجيبه التمثال بالموافقة فيعتقد دون جوان أنها مجرد هلوسات، في منزل دونا أنا وأثناء زيارة دون جوان،  يطرق الباب بقوة ويدخل التمثال متحدثا لدون جوان أنه أتى بناء على دعوته ويطلب يد دون جوان، فيأخذها وينزل كليهما في الأرض. 

## الشخصيات
- دون جوان: الفارس العاشق لدونا آنا وقاتل زوجها،
- دونا أنّا: أرملة القائد الدون ألفارو دي سيلفا.
- ليبوريللو: خادم دون جوان المخلص.
- لورا: عشيقة دون جوان.
- دون كارلوس
- الراهب
- الضيوف الأول والثاني والثالث.
- تمثال القائد.

## تأثير المسرحية
- قام  الكسندر دارغومزسكي بتحويل المسرحية لأوبرا بنفس الاسم «الضيف الحجري» في العام 1872.
- عبارة «خطوات القائد»  أصبحت مثلا شعبيا في الثقافة الروسية، تشير لتوقع حدوث شيء سيئ.
- الكسندر بلوك كتب قصيدة في عام 1912 بعنوان خطوات القائد (Шаги Командора).